# Alain Coulon
Pour les articles homonymes, voir Coulon.
Alain Coulon (né le 12 octobre 1947) est un sociologue français, professeur à l'Université Paris 8 Vincennes Saint-Denis en sciences de l'éducation.
Son approche s'inscrit dans la sociologie qualitative, École de Chicago et ethnométhodologie, courants de la sociologie qu'il a contribué à faire connaître en France. Ses travaux ont porté  principalement sur l'enseignement supérieur et l'éducation,.
De 2004 à 2005, Alain Coulon a été directeur général du Centre national de documentation pédagogique (CNDP),. Directeur de l'UFR d'Education, communication, psychanalyse à l'université de Paris-VIII, fondateur et directeur du Centre de recherche sur l'enseignement supérieur (CRES) et directeur du CIES Sorbonne). Il a été membre de la commission française pour l'Unesco (2004). 

## Publications
- L'Ethnométhodologie, Paris, Presses universitaires de France, coll. « Que sais-je ? », 1987 ; plusieurs rééditions dont 1990 ; 1996 ; 2002.
- L'École de Chicago, Paris, Presses universitaires de France, coll. « Que sais-je ? », 1992 ; 1994 ; 1997.
- Connaissance de la guerre d'Algérie. Trente ans après, enquête auprès des jeunes Français de 17 à 30 ans, préface de Benjamin Stora, enquête réalisée par le Laboratoire de recherche ethnométhodologique de l'Université de Paris VIII, Saint-Denis, Association internationale de recherche ethnométhodologique, 1993.
- Ethnométhodologie et éducation, Paris, Presses universitaires de France, « L'éducateur », 1993.
- Le métier d'étudiant: l'entrée dans la vie universitaire, Paris, Presses universitaires de France, « Politique d'aujourd'hui », 1997 ; nouvelle édition 2005.  (ISBN 978-2-7178-4968-4) Édition brésilienne :  A condição do estudante  A entrada na vida universitária Trad  Georgina Gonçalves dos Santos e Sônia Maria Rocha Sampaio EDUFBA Salvador Brasil 2008  (ISBN 978-85-232-0527-0)
- Penser, classer, catégoriser. L'efficacité de l'enseignement de la méthodologie documentaire dans les premiers cycles universitaires : le cas de l'Université de Paris 8, publié par le Laboratoire de recherches ethnométhodologiques, Saint-Mandé, Association internationale de recherche ethnométhodologique ; Saint-Denis, Laboratoire de recherches ethnométhodologiques, Université de Paris 8, 1999.
- avec  Ridha Ennafaa et Saeed Paivandi, Devenir enseignant du supérieur : enquête auprès des allocataires moniteurs de l'enseignement supérieur, Paris ; Budapest ; Torino : l'Harmattan, « Savoir et formation », 2004.